# Estación General Conesa
General Conesa era una estación ferroviaria en la localidad de General Conesa. Se hallaba en el Departamento Conesa, Provincia de Río Negro, Argentina y fue parte del ramal de trocha angosta Línea Económica al Valle del Río Negro.
La estación era de las pocas edificaciones de material del ramal remolachero junto con San Lorenzo y Coronel Francisco Sosa. Poseía un particular estilo colonial fruto de los trabajos de iniciativa privada llevados a cabo por la Compañía Industrial Agrícola  San Lorenzo Limitada, en la construcción del ramal. Sin embargo, fue demolida y solo se conserva en ruinas a la estación San Lorenzo.

## Toponimia

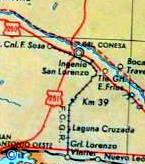
Mapa de los puntos más relevantes del ferrocarril en 1962 tras la clausura. Se constituye en uno de los mapas más completos que muestra gran variedad de detalles, entre los que resalta que General Conesa se había vuelto para esos años la estación y localidad más importante del ferrocarril.

El nombre de este punto homenajea a Emilio Conesa, un destacado militar iniciado con Lavalle en 1840, participante de la batalla de Caseros y la Guerra del Paraguay donde fue comandante en San Nicolás en 1853.
Por otro lado, en sus inicios intentó ser nombrada Km 89. Sin embargo, con los años encontró su nombre definitivo que se terminó correspondiendo con la localidad donde se erigió.

## Datos Geográficos
Se encontraba a 89.5 km de la localidad de General Lorenzo Vintter y estaba ubicada justo en frente de la entrada a General Conesa justo en las márgenes de la ruta Nacional 250. La estación se configuró como el segundo punto más bajo del ramal.

## Historia
El ramal entró en funcionamiento en 1933, pero la estación entró en funcionamiento para 1934. Sin embargo, el itinerario no la incluyó entre los puntos operativos del ramal para ese año. Para 1935 fue formalmente abierta. Era de las más importantes estaciones para el ramal en pasajeros, pero también un punto de carga de materias primas para abastecer las colonias productivas y para cargar su producción agrícola. El intenso trabajo de carga de la estación se detuvo con el cierre del Ingenio San Lorenzo en 1941. Desde entonces, funcionó erráticamente como una parada para bajar y subir pasajeros y cargas condicionales hasta 1961 cuando todo el ferrocarril fue clausurado en el marco del plan Larkin impulsado por el radical Arturo Frondizi. Años más tarde, todo el ramal sería levantado desde 1968 y con la pavimentación de la ruta Nacional 250 se la demolió para no interferir la traza.

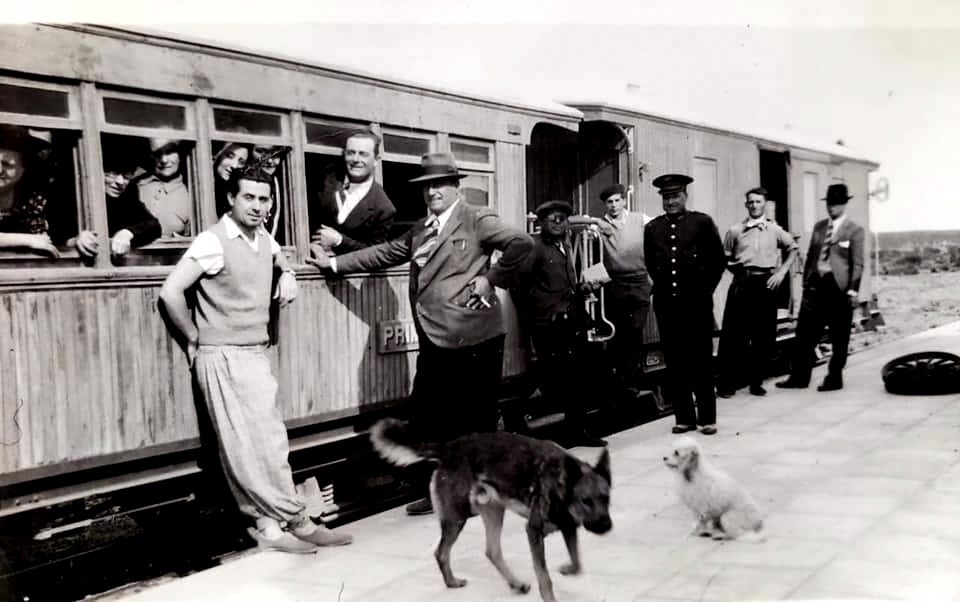
Tren mixto arribando al andén de estación Conesa.

## Infraestructura
Este punto fue clasificado, según un informe de 1958 y datos del itinerario del FCE de 1945, como estación capaz de brindar los servicios de: pasajeros, encomiendas, teléfono - telégrafo y cargas. Sin embargo, los servicios de telégrafo - teléfono fue suprimido para 1958. La estación era un punto estratégico del ramal dado que en ella se tenía la mayor población concentrada en el ramal. Para desarrollar sus tareas se valía de un apartadero de 511 metros de largo y un desvíos de 411.

## Funcionamiento
El análisis de documentos como los itinerarios, informes y guías de horarios lo largo del tiempo muestra como fue variando la situación de este punto periodo de tiempo:
El primer itinerario que abordó la línea fue confeccionado el 10 de diciembre de 1934. El mismo, incluye al ramal en las líneas del Estado; sección líneas Patagónicas. En este documento se demuestra que antes de la inauguración de 1935, el ferrocarril ya estaba casi construido y en funcionamiento. De este modo, todos los puntos menos El Porvenir estaban creados y figuraban en el itinerario. Sin embargo, el viaje solo se realizaba para cargas condicionales para el tramo Ingenio/San Lorenzo - Vintter; y desde San Lorenzo en adelante se informaba la leyenda "en construcción" para estaciones Conesa y Sosa. Las cargas corrían en forma ascendente todos los días menos los domingos desde Vintter a las 8:00 para arribar a San Lorenzo a las 13:00. En tanto, trenes descendentes corrían diariamente, menos los lunes, desde San Lorenzo a las 8 con arribo a Vintter a las 13:15. Por último, la estación fue aludida como Km 89.5; aun no conociendo su nombre definitivo.
El segundo documento que abordó el ramal fue la guía de horarios de Ferrocarriles del Estado de 1936. En la misma se centró en los servicios de pasajeros. En ella se detalló que el ramal operaba sus servicios con trenes mixtos desde estación Plaza Constitución los jueves desde las 20:15, pasando por estación Carmen de Patagones a las 12:20 y a las 16:17 arribaba a estación General Lorenzo Vintter. Luego, partía de la misma a las 16:50, visitar General Conesa a las 20:35y terminar el viernes a las 21:20 en Sosa. En tanto, los domingos salía de estación Plaza Constitución a las 20:25, pasando el lunes por estación Carmen de Patagones a las 16:25 y a las 20:17 arribaba a estación General Lorenzo Vintter. Luego, General Conesa era visitada a las 0:35; tras lo cual la formación partía para terminar el martes a las 1:20 en Sosa. Por otro lado, el regreso se producía el jueves a las 3 a. m. desde Sosa, previo paso por General Conesa a las 3:46 y arribo a Vintter a las 7:15 y volver a salir de la misma a las 7:56. Una vez empalmada la trocha ancha se alcanzaba estación Carmen de Patagones a las 10:40 y se concluía en Constitución el viernes a las 10:50 del viernes. En cambio, el domingo la vuelta variaba partiendo a las 8:10 a. m. desde Sosa, llegando a General Conesa a las 9:05 y finalizando en Vintter a las 12:35. Posteriormente, el viaje continuaba tras un trasbordo volvía a salir de la misma a las 14:03. Una vez empalmada la trocha ancha se alcanzaba estación Carmen de Patagones a las 17:00 y se concluía en Constitución el viernes a las 11:00 del lunes. Las formaciones de trenes mixtos unían, en el viaje más veloz, la distancia con San Lorenzo en 44 minutos. Sin embargo, el mismo trayecto podía tardar 1 hora también. Por otro lado, la distancia con El Porvenir variaba en media hora aproximadamente. Por último, la estación fue aludida como Km 89 y entre paréntesis se colocó el nombre General Conesa, siendo su uso inicial como secundario. Esta situación se mantuvo hasta el itinerario de 1952.

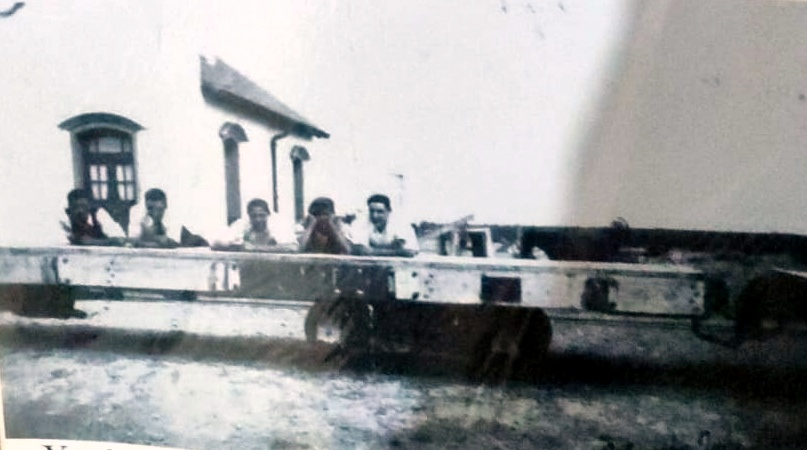
Recreación de los obreros ferroviarios

El tercer documento que abordó el ramal fue la guía de horarios de Ferrocarriles del Estado de 1938. En la misma no se detalló grandes diferencias respecto a la guía anterior. No obstante, hubo una mejoría en los tiempos de transbordos y ramal continuó operaba sus servicios con trenes mixtos desde estación Plaza Constitución.

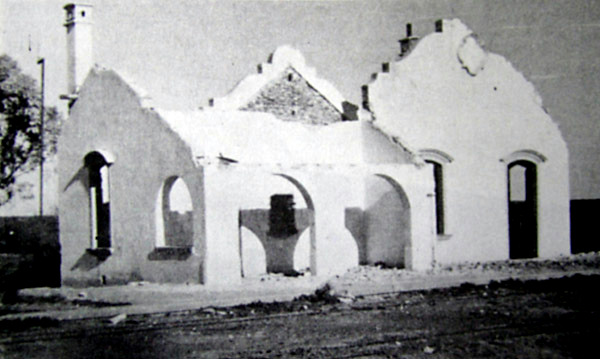
La estación en sus últimos días aun con vías antes de ser demolida en los años 1970.

El itinerario de Ferrocarriles del Estado del 15 de diciembre de 1940 fue el último registro antes del cierre del ingenio y la caída de actividad. En el mismo no se hizo mención a Plaza Constitución como destino y se redujo los tiempos de trenes mixtos. El primer viaje partía los sábados desde Vintter a las 16:00, visitando General Conesa a las 19:31 y finalizando a las 20:30 en Sosa. En tanto, el segundo partía el martes a las 20:50, pasando por General Conesa a las 00:21 y teniendo arribo el día miércoles a las 1:20 a Sosa. Por otro lado, el regreso se producía el viernes a las 4:40 a. m. desde Sosa, pasando a las 5:26 por General Conesa y arribando a Vintter a las 9:10. Mientras que el lunes el regreso paría a las 10 a. m. desde Sosa, paso a las 10:48 por General Conesa y finalización en Vintter a las 14:30. Las formaciones de trenes mixtos tuvieron una mejoría en los tiempos de viaje. Las mismas unían la distancia con San Lorenzo en 30 minutos en todos sus viajes. En tanto, la distancia con El Porvenir se redujo a 23 minutos. Por otra parte, General Conesa tenía, tras San Lorenzo; el segundo mayor tiempo de las formaciones en su andén. De este modo, los trenes permanecían 14 minutos indicando mayor movimientos de cargas y pasajeros respecto de los demás puntos del ferrocarril. Por último, el nombre General Conesa se terminó imponiendo a la denominación Km 89 para referirse a la estación desde este documento en adelante.
El itinerario del 3 de enero de 1946 abordó las líneas del Estado y se concentró en las Líneas Patagónicas. Puntualmente, el ferrocarril mostraba el descenso de la actividad producto del cierre del ingenio. Esto se demuestra en que las frecuencias se habían reducido a solo un día  para trenes mixtos de pasajeros y su servicio de cargas pasó a ser condicional en un solo día a la semana. En cuanto al servicio de pasajeros, era operado por trenes mixtos en forma ascendente los sábados desde Vintter a las 16:15, pasando por General Conesa a las 19:46 y arribando a Sosa desde las 20:45. El descenso iniciaba el lunes desde Sosa a las 9:15, visitando General Conesa a las 10:01 y terminando en Vintter a las 13:45 con una notable reducción de los tiempos. Por otro lado, se describió por primera vez al viaje de cargas pasaron a ser condicionales y partían desde Vintter los martes a las 12:00, con parada a las 16:45 en General Conesa y para arribo a Sosa a las 18:05. Mientras que el regreso se ejecutaba el miércoles desde Sosa a las 9:00, visita a las 10:00 a General Conesa y culminación en Vintter a las 15:25. El tren tardaba en unir en el viaje de pasajeros la distancia con San Lorenzo en 30 minutos, mientras que se necesitaba 5 minutos más para las cargas. En tanto, para unirse como El Porvenir se precisaban 23 minutos en trenes de pasajeros y 30 minutos para trenes cargueros. Por último, el itinerario informó que solo las estaciones General Lorenzo Vintter y General Conesa tenían personal para manejar a los demás puntos, cayendo San Lorenzo, Coronel Francisco Sosa y El Porvenir en responsabilidad de Conesa. De este modo, esta estación acentuó su importancia en el manejo del ferrocarril.
El itinerario del 13 de diciembre de 1948 repitió las mismas condiciones que en itinerario anterior de 1946 y fue el último documento que describió el ramal interno al Ingenio San Lorenzo; aunque se repitió los mismos datos del itinerario de 1940.
El itinerario del 26 de mayo de 1952 abordó las líneas del Ferrocarril Roca que incluyó al ramal. El documento continuó informando que el ferrocarril seguía con una sola frecuencias para trenes mixtos de pasajeros y su servicio de cargas aun era condicional en un solo día a la semana y se realizó la supresión del ramal al ingenio que partía desde esta estación. Los tiempos y condiciones de la línea continuaron sin modificaciones, con un leve empeoramiento del viaje de cargas en 5 minutos.
El último itinerario fue el de 1960 y constituye el último registro de la línea. En el documento se ve a la línea completamente integrada en el mapa de Ferrocarril Roca y no se volvió a informar del empalme y el ramal al ingenio. Esto confirmó la clausura notificada en el informe de 1958. El itinerario suprimió el viaje de cargas y dejó un solo viaje en trenes mixtos. De este modo, el único viaje en trenes mixtos partía desde Vintter a las 17:30, parada en General Conesa a las 20:50 y arribo a Sosa a las 21:50. En tanto, el regreso desde Sosa se efectuaba los jueves desde las 7:10, arribo a General Conesa a las 8:00 y culminación en Vintter a las 11:40. Las distancias tu vieron una leve mejoría pasando el viaje más rápido a Conesa a ser de 20 minutos y en 18 se pudo unir la distancia con El Porvenir.

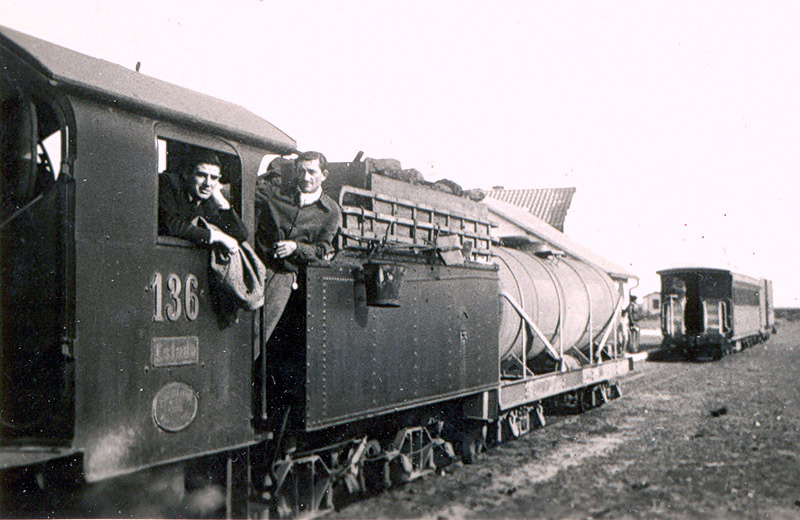
Una formación en la playa de maniobras de Conesa.